# Toppstag

Toppstag.

Toppstag är en lina eller vajer som stöttar en segelbåts mast i längsled, och går från stäven eller bogsprötets spets till masttoppen. Se även fockstag.